# Panoramabilder över Stockholm från Kungsholmen
Panoramabilder över Stockholm från Kungsholmen finns bevarade från 1630-talet och framåt. Äldre avbildningar av hela Stockholms stad är i ofta tagna från Stockholms höjder, den äldsta kända Stockholmstavlan är Vädersolstavlan som är en vy från dagens Skinnarviksberget. Andra exempel finns i Panoramabilder över Stockholm från Katarinaberget med stadsvyer bevarade från 1570-talet. Lika gamla är Stockholmsvyerna i Civitates orbis terrarum av Frans Hogenberg från Brunkeberg på Norrmalm. Sammanställningen i denna artikel illustrerar förändringen av Stockholms stadslandskap från 1600-talet till nutid.
På Kungsholmen valde de tidiga konstnärerna ofta nuvarande Kungsklippan att stå på. Här fanns flera väderkvarnar varför klippan även kallades Kvarnsberget eller Väderkvarnsberget på 1600-talet. En av kvarnarna syns på flera illustrationer dekorativt i förgrunden. På Georg Biurmans karta över Kungsholmen från 1754 kallas platsen Bergklippan den Större. Det äldsta bevarade panoramat har daterats till tiden före 1636 och mäter 18,4 gånger 120 centimeter. På baksidan finns en felaktig uppgift om att panoramat föreställer Bryssel. Bilden upptäcktes så sent som juni 2009 på auktionshuset Christie's i Paris och förvärvades senare av Samfundet S:t Erik för 16 250 euro som donerade det till Stockholms stadsmuseum den 21 april 2010 (se Stockholms stadsmuseums 1600-talspanorama).

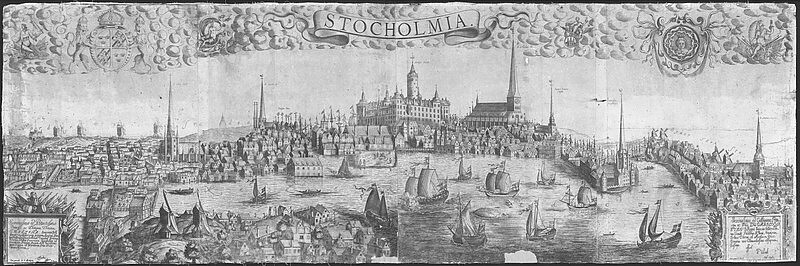
Johan Sasses "Stockholm från väster". Kopparsticket från 1652 mäter 54 x 165 cm och förvaras på Uppsala universitetsbibliotek. I bildmitt syns Slottet Tre kronor och till höger därom Storkyrkan. I förgrunden skymtar den östligaste delen av Kungsholmen. Mellan Kungsholmen och Norrmalm ligger ett brett vattendrag (nuvarande Klara sjö) med livlig båttrafik. Någon bro finns inte än, Nya Kungsholmsbron (Stadshusbrons äldsta föregångare) var en över 500 meter lång flottbro som anlades 1669-1672.
Johan Sasses kopparstick över Stockholm anses vara av största historiska och topografiska värde.

På 1660-talet stod Erik Dahlbergh på Kungsklippan och skapade en sirlig pennteckning som senare blev underlag för kopparsticket “Sveriges huvud- och residensstad, från väster”. Hans pennteckning som finns bevarad på Kungliga Biblioteket visar att panoramats vänstra hälft är tecknad (upp och ner) på ena långsidan, medan den högra delen av panoramat återfinns på den andra långsidan (rättvänd). Här framgår även att Dahlberghs skisser förmedlar en mer personlig och levande kontakt med 1600-talets Stockholm än de färdiga kopparsticken.

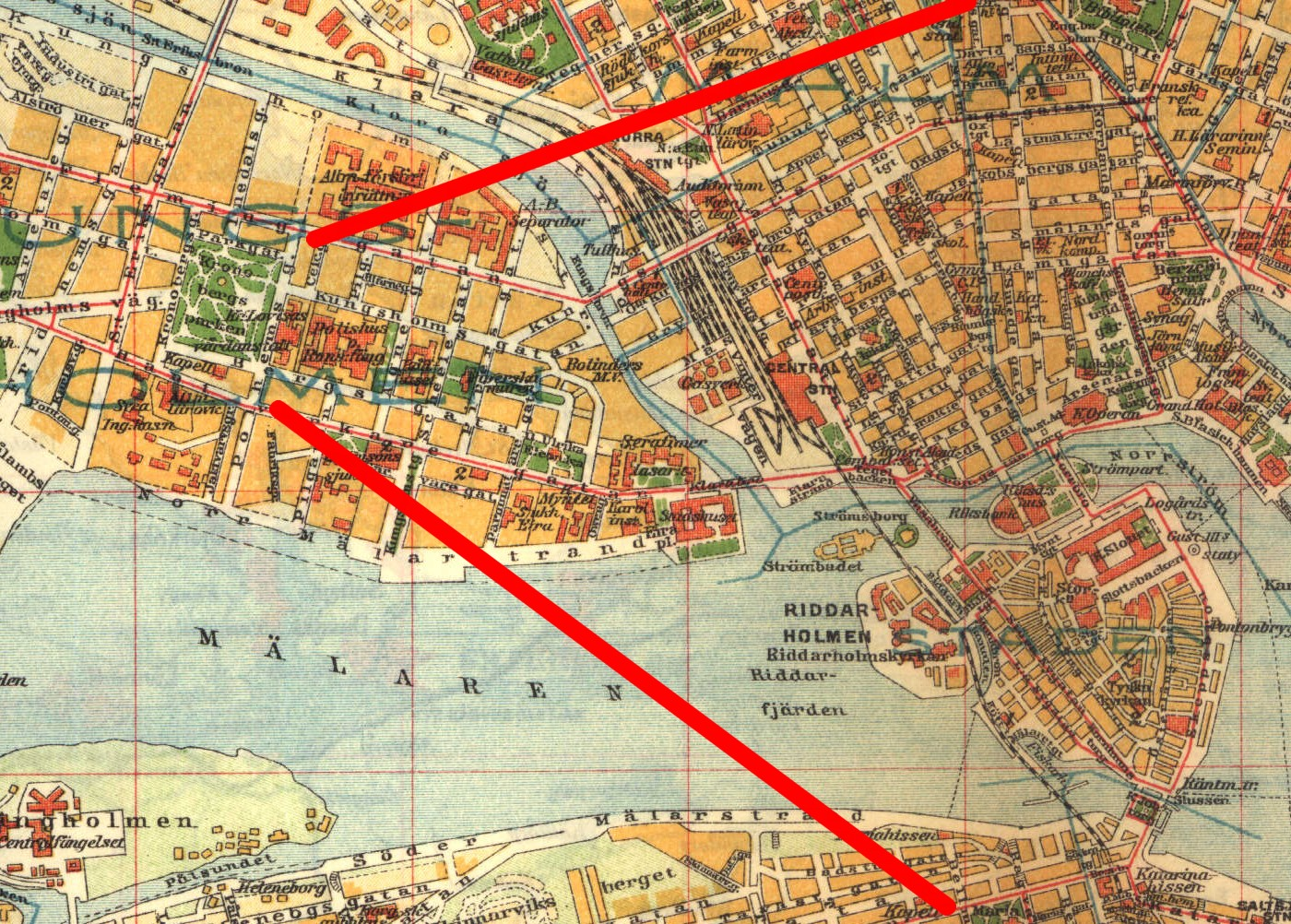
Ungefärlig blickvinkel (mellan de röda linjerna) och position för panorama-illustrationerna från Kungsholmen, inlagd i en stockholmskarta från 1917.

Ett praktfullt panorama från Kungsklippan med vy mellan Blekholmen och Nya Kungsholmsbron skapade gravören Anders Wijkman kring sekelskiftet 1700. Hans kopparstick går tillbaka till en teckning av Stockholm under slutet av 1690-talet. Liksom på Gripenhielms Mälarkarta från 1689 är byggnaderna realistisk återgivna och lätt urskiljbara. Panoramat håller mycket hög kvalitet. Exemplaret som finns på Kungliga Biblioteket är en kopia från Johann Baptist Homanns verkstad i Tyskland, tryckt cirka 1720.
På 1790-talet skapade Elias Martin tillsammans med sin bror Johan Fredrik Martin flera idealiserade vyer över Stockholm, exempelvis en förskönande "teaterutsikt" från Mosebacke med högreståndspublik i förgrunden (jmf. Johan Fredrik Martins 1700-talspanorama från Katarinaberget). Samma år tog han fram en liknande vy från Kungsholmen dock med en mera vardaglig situation som visar "allmogen" med diverse sysslor.
I takt med att bebyggelsen blev allt tätare och högre på Kungsholmens östra del blev det svårt att ha fri sikt över Stockholms från väst. Karl Gustavs Ulvsparres målning från 1833 visar Stockholm från Silvieberg, strax ovanför Västerbron och på platsen där det så kallade Bacon-Hill och Erlanderhuset uppfördes i början av 1960-talet. 
Johan Poppels stålstick efter en teckning av C. Calmeyer från 1850-talet visar Stockholm sedd från Marieberg. Poppel och Calmeyer hade i mitten av 1800-talet tagit fram flera stadsvyer över Stockholm, exempelvis från Katarinaberget på Södermalm och ytterligare en från Kungsholmen med placering på Kronoberget (dagens Kronobergsparken) som är Kungsholmens högsta punkt (jmf. Fil:Stockholm från Kronoberg). Illustrationerna ingick i den tidens turistböcker och distribuerades av G.G. Lange från Darmstadt.
I och med att Stockholms stadshus blev klar 1923 kunde fotografer klättra upp på Stadshustornet och ta panoramabilder över Stockholm därifrån.

## Panoramabilder

Eric Dahlberghs "Stockholm från väster". Kopparsticket från 1652 förvaras på Kungliga biblioteket i Stockholm och är en av Stockholmsvyerna i Suecia antiqua et hodierna. Det finns ett motsvarande panorama som heter Stockholm från öster med en vy från Kastellholmen. "Stockholm från väster" visar Stockholm från Väderkvarnsberget (nuvarande Kungsklippan) och är utfört av Dahlberg i samarbete med gravören Adam Perelle, tryckt i Stockholm 1669. Som förlaga tjänade Dahlbergs pennskiss i två delar som visas här ovanför. I fokus ligger Slottet Tre kronor och stolpkvarnen "Lilla Munkan" längst till höger.

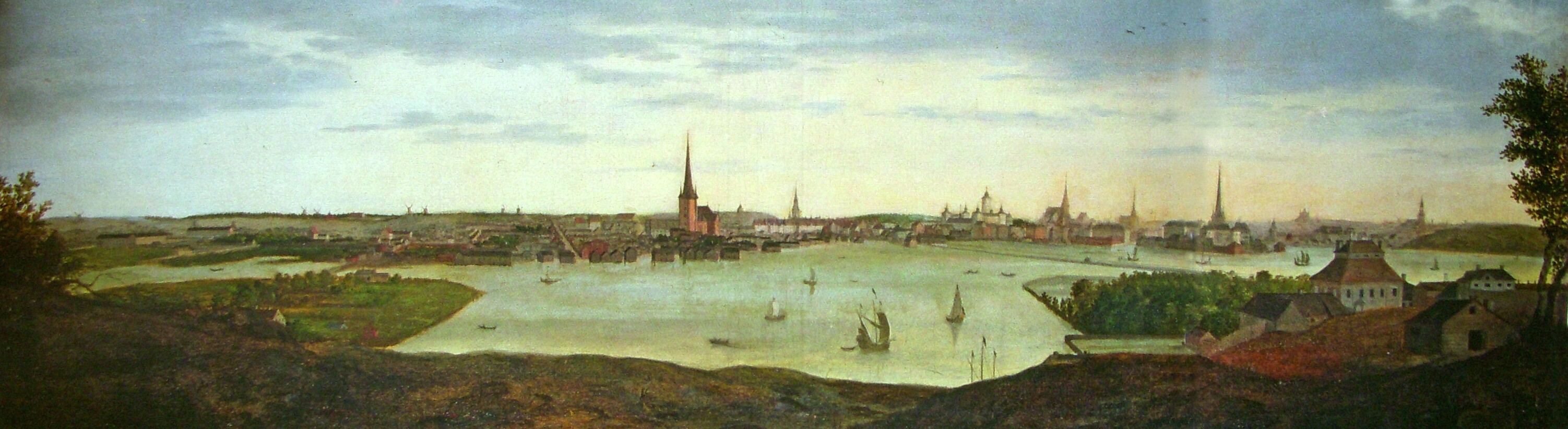
Holländaren Cornelis Vermeulen målade denna Stockholmsvy från Kungsklippan under sitt sista levnadsår 1691. Gamla Slottet Tre kronor står ännu kvar. Längst till höger syns det höga säteritaket för Gripenhielmska malmgården med sin stora trädgård framför. Malmgården byggdes 1752 om till sjukhus och delar av byggnaden återfinns i Serafimerlasarettet..

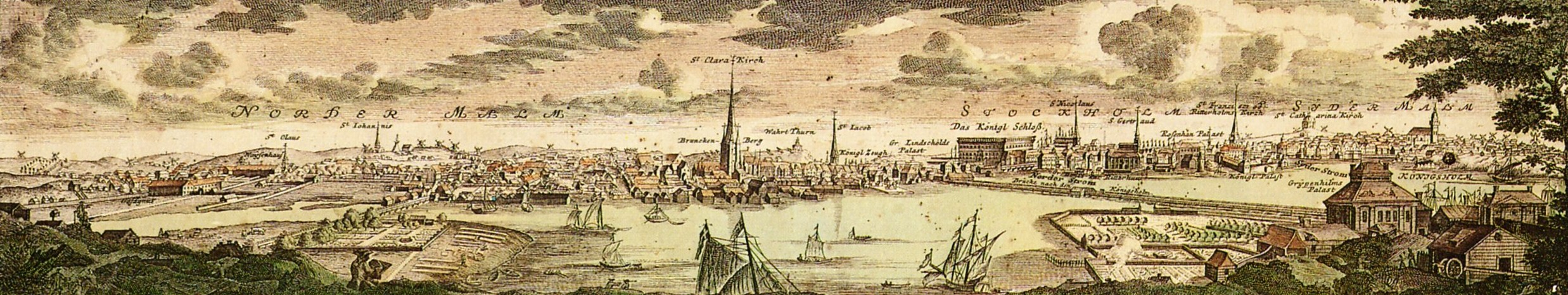
Tecknaren som gjorde förlagan för Anders Wijkmans kopparstick befann sig på Kungsklippan ungefär på platsen för Stockholms stadsarkiv när han redovisade Stockholms stadslandskap från väst kring sekelskiftet 1700. Kanske är det tecknaren själv som sitter i förgrunden till vänster med ett stort papper. Panoramat är handkolorerat och förklaringarna är på tyska. Kopian som finns på Kungliga biblioteket härstammar från Johann Baptist Homanns verkstad i Tyskland, tryckt cirka 1720. Stockholms slott visas som helt färdigbyggd, trots att bara norra längan var klar. Längst till höger syns den Gripenhielmska malmgården (Grÿpenhilms Palast) med sin stora trädgård..

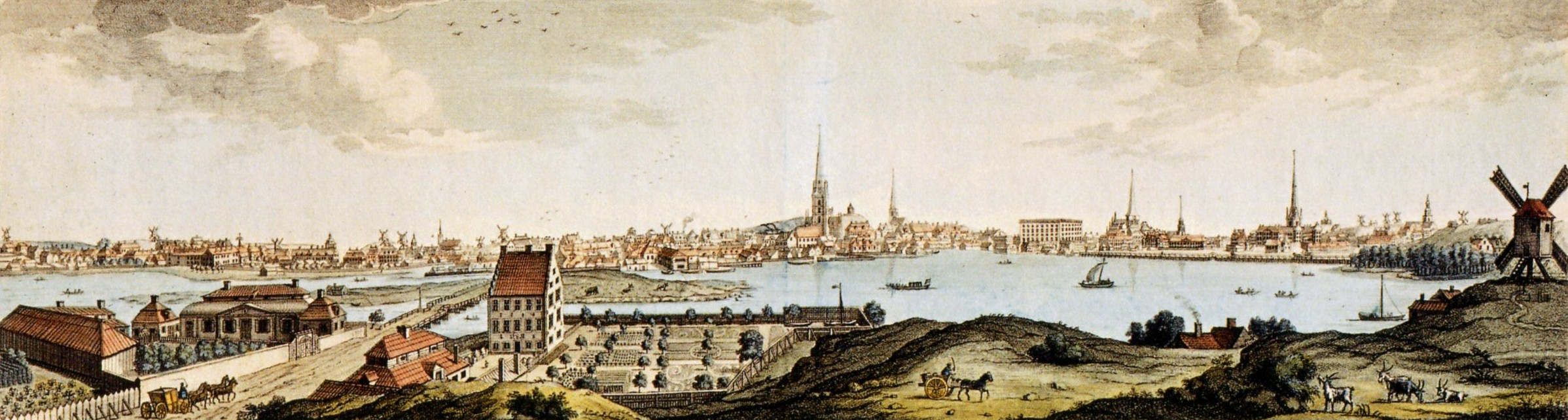
Johan Mynde skapade två liknande Stockholmsvyer från öst och väst som Dahlbergh och från samma plats, alltså Väderkvarnsberget och Kastellholmen. Han har också en väderkvarn som blickfång längst fram till höger. Men hans verk är inget plagiat utan visar Stockholms vidareutveckling sedan Dahlbergs tid. Bron över Blekholmen över till Norrmalm syns till vänster och Nya Kungsholmsbron redovisar han längst bort till höger. Som en vit sockerbit reser sig nya Stockholms slott i bakgrunden, men byggnaden var 1725 bara halvfärdig och varför Mynte höjde slottsbyggnaden med ytterligare en våning är okänt. I fokus ligger inte heller slottet utan på Klara kyrka.

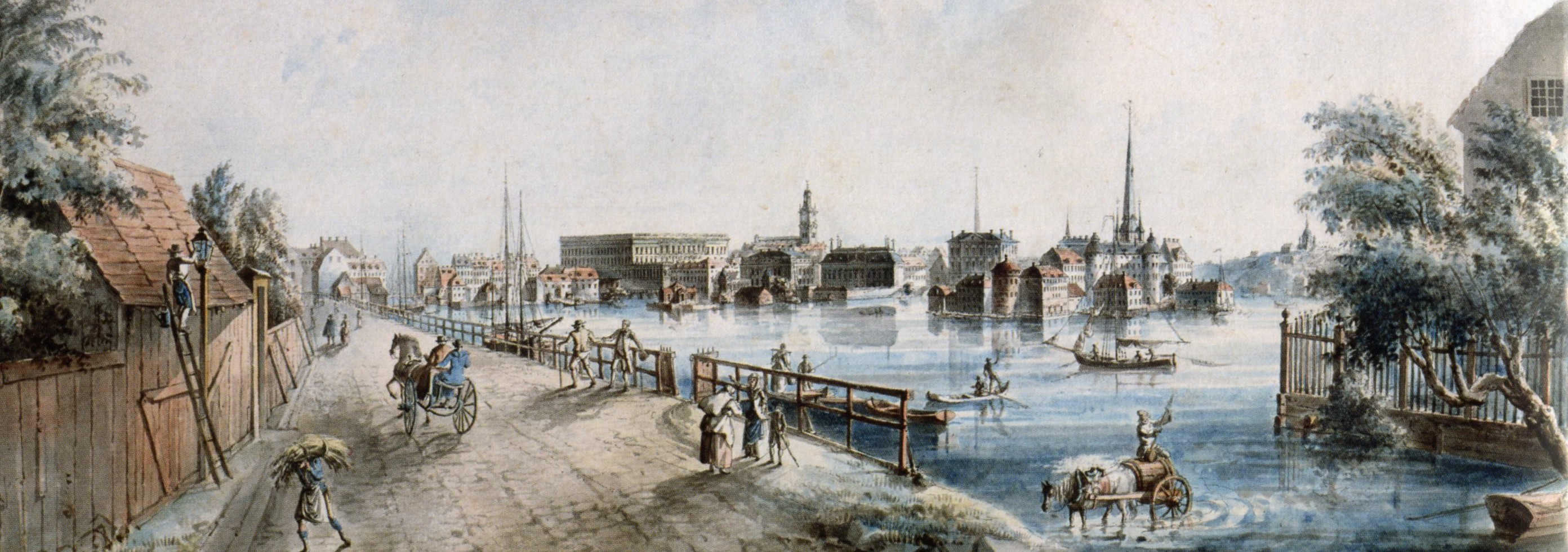
Det är Gustav III:s tid. Johan Fredrik Martins visar en vardaglig ögonblicksbild med Nya Kungsholmsbron till vänster. Vid brofästet på Kungsholmssidan fylls en vattenvagn med vatten och på andra sidan vägen håller en "lyktgubbe" på med en av stadens få gatlyktor. Huset till höger ligger på Glasbruksholmen, platsen för Kungsholmens glasbruk och planket till vänster tillhör Serafimerlasarettets trädgård. I bakgrunden i bildmitt syns Storkyrkan som har fått sin nya spira. Bara några år senare hade vattenområdet öster om glasbruket fyllts ut och en ny tomt skapades för den ångdrivna Eldkvarn. Akvarellerad etsning av Johan Fredrik Martin efter en teckning av brodern Elias Martin.

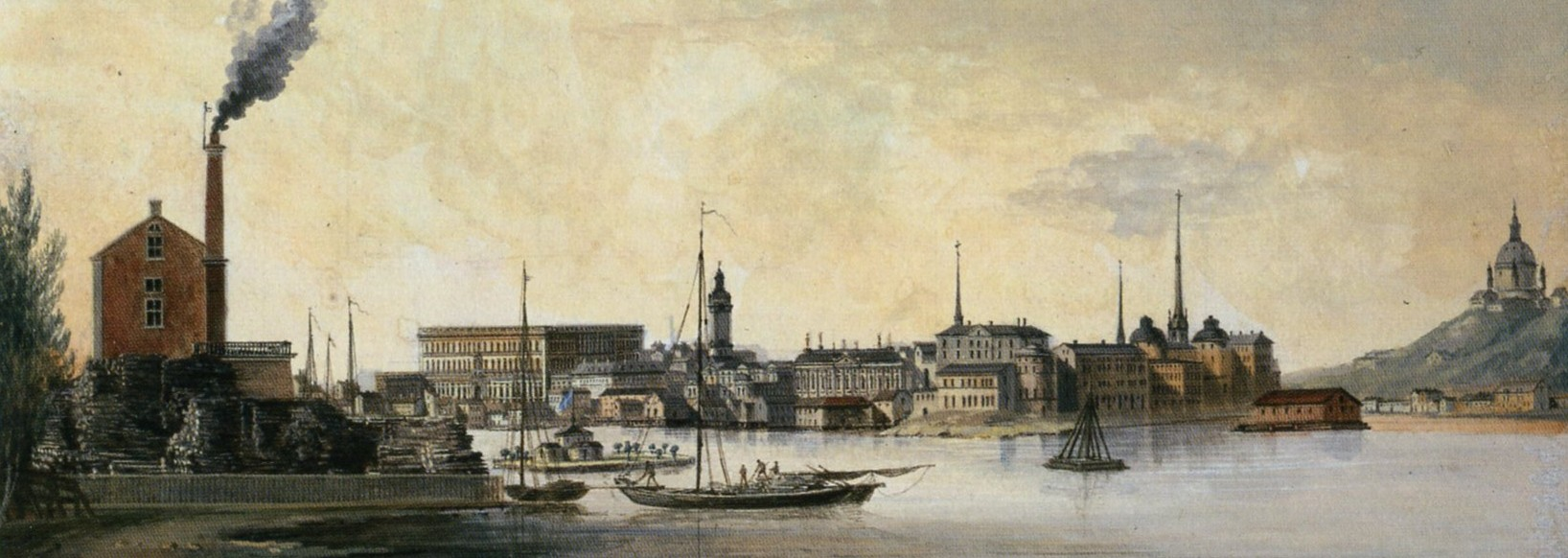
Konstnären Louis Belanger stod på Glasbruksholmen när han skapade detta panorama i gouacheteknik. Nu är eldkvarnstomten bebyggd med nya Eldkvarn (till vänster i bild), som stod färdig 1806 och drevs av en ångmaskin på 20 hk. Eldkvarn brann 1878 och byggdes upp igen men revs 1902 för att ge plats åt Stockholms stadshus (färdig 1923). Panoramat visar Gamla stan och Riddarholmen med Stockholms slott, Storkyrkan, Tyska kyrkan och Riddarholmskyrkan båda har kvar sina gamla torn. Längst till höger på Söders höjder reser sig Katarina kyrka.

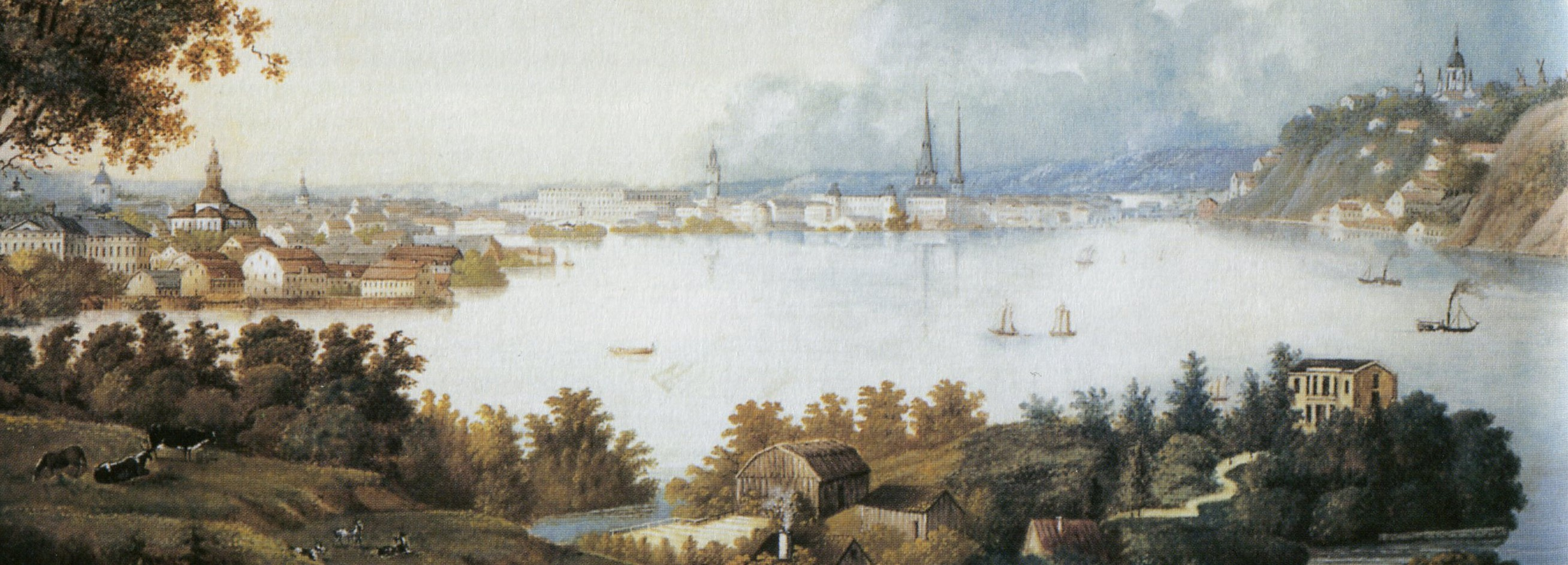
Denna målning av Karl Gustav Ulvsparre visar en idyllisk vy över Riddarfjärden och Stockholm år 1833. Ulvsparre stod på Silvieberg, strax väster om dagens Västerbron och på platsen där det så kallade Erlanderhuset uppfördes 1962. I förgrunden syns Smedsudden. År 1812 köptes udden av överinspektören Abraham Fineman som lät bygga "Sjövillan", en malmgård i empirstil. Till vänster under trädet syns Kungsholms kyrka och längst till höger Katarina kyrka.

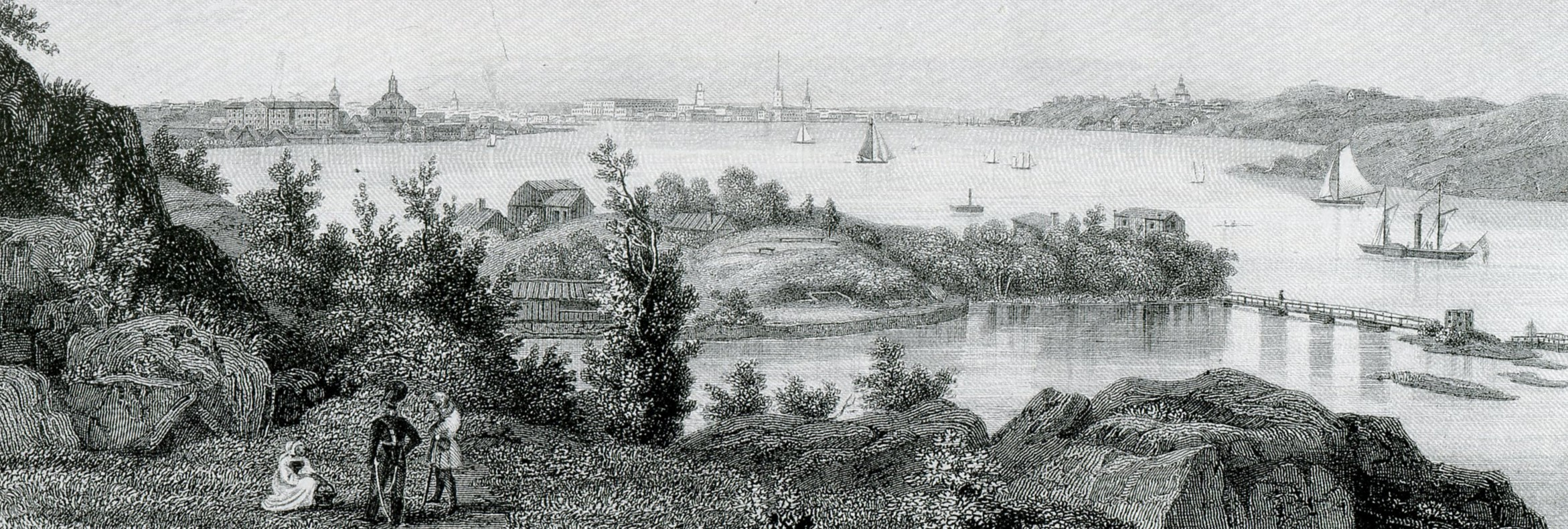
Johan Poppels stålstick efter en teckning av C. Calmeyer från 1850-talet visar Stockholm sedd från Marieberg, ungefär där DN-skrapan reser sig sedan 1964. Holmen i förgrunden är Smedsudden med sin malmgård längst ut. På Riddarfjärden tuffar en hjulångare från höger in i blid. Stockholm ligger långt bort i dis men siluetten känns igen med Kungsholms kyrka till vänster, Storkyrkan i mitten och Katarina kyrka till höger. Bilden publicerades bland annat i en bok med titeln "Stockholm och dess omgifningar förmedlad av P.A. Hultbergs Bokhandel i Bazar'n på Norrbro".

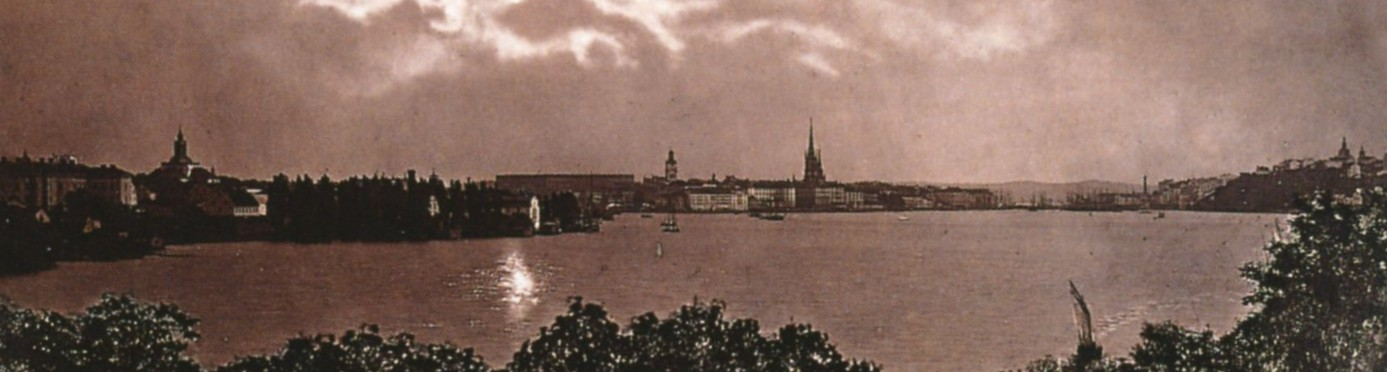
Johannes Jaeger studerade åren 1848-1851 vid konstakademin i Berlin och blev 1885 Kunglig hovfotograf i Stockholm. Han började tidigt att pröva det nya mediet fotografi med hjälp av daguerrotypin. Hans konstnärliga utbildning kom till uttryck i denna panoramavy från Marieberg mot Stockholm. Det är en fotografisk konstbild visande Stockholm i månsken med dramatisk himmel och påmålad förgrund samt förbättrad med täckfärg. I bildmitt avtecknar sig Riddarholmskyrkans nya spira.

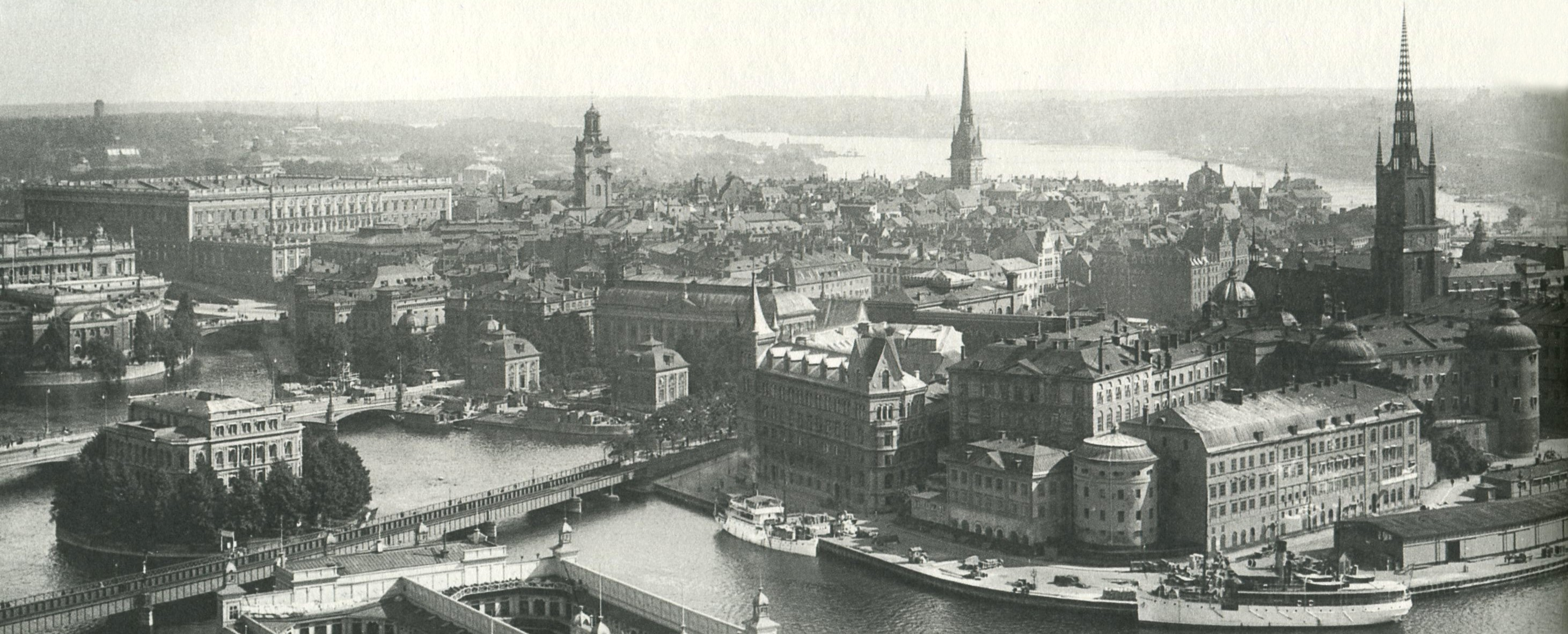
Fotografen Axel Svinhufvud stod 1925 på Stockholms stadshus' torn när han tog detta fotografi. Bara två år tidigare invigdes stadshuset på midsommaren 1923. Hans detaljrika fotografi visar från vänster: Riksdagshuset och gamla Riksbankshuset, Stockholms slott, Storkyrkan, Tyska kyrkan samt Riddarholmskyrkan på Riddarholmen. I förgrunden syns Strömsborg och en del av Strömbadet som öppnade 1884 och revs 1936.

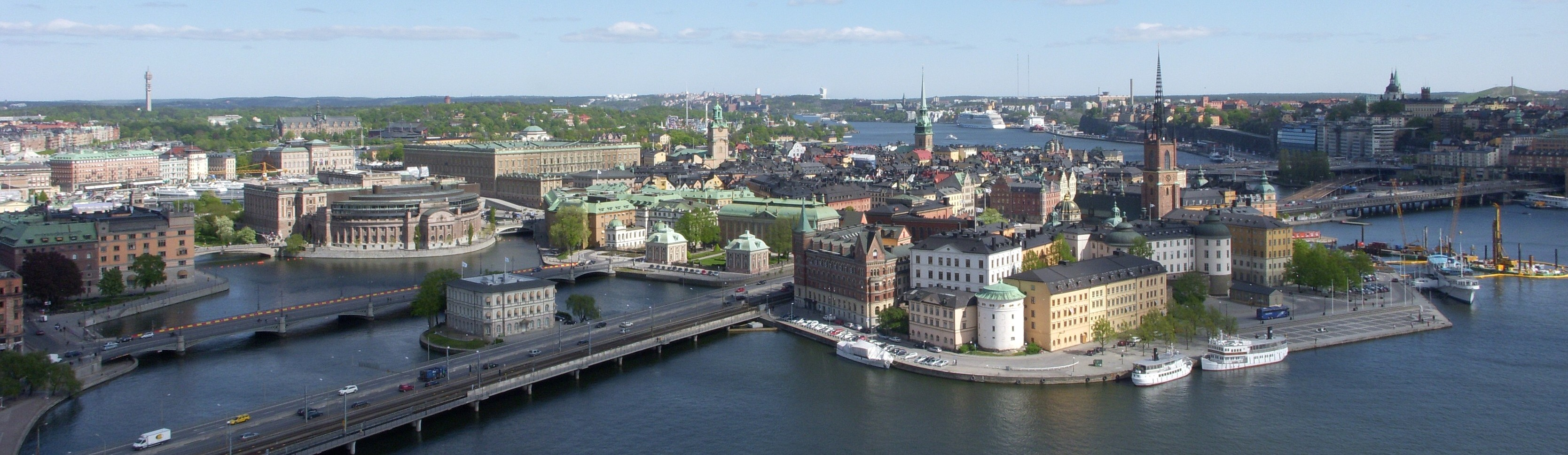
Samma vy som Svinhufvud avbildade, men knappt 85 år senare. Stockholms stadsbild har inte förändrats så mycket med blick mot sydost, bara Centralbron har tillkommit och Riksdagshuset är ombyggt. Vänder man blicken mera åt nordost, som på nästa panorama, har staden förvandlats avsevärt sedan 1925.

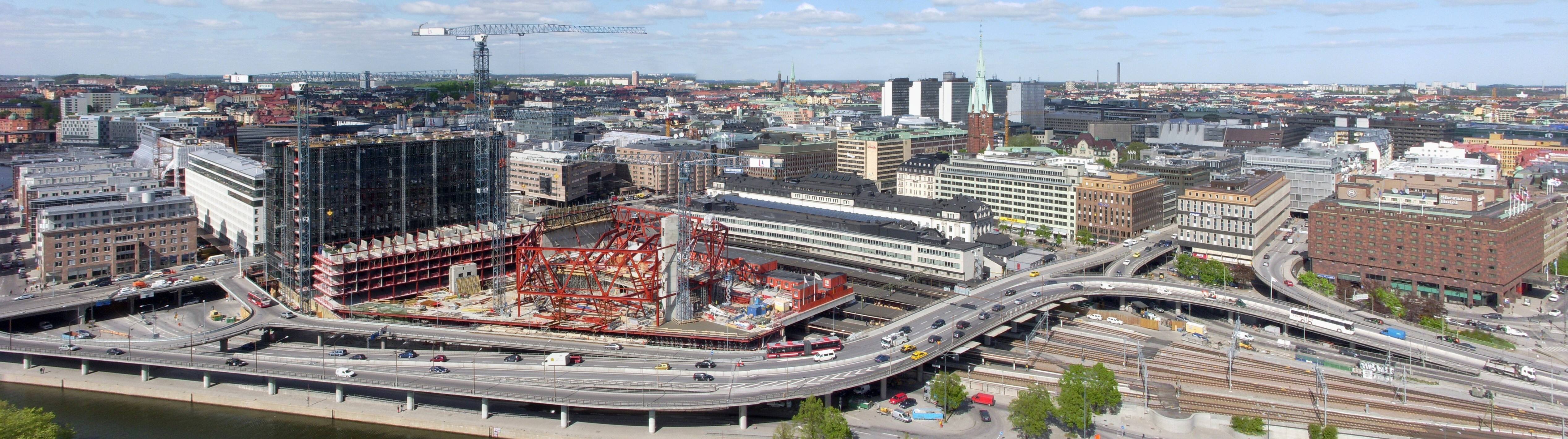
I Klarakvarteren skedde en omfattande förändring av stadslandskapet i samband med Norrmalmsregleringen på 1950-, 1960- och 1970-talen. I bildmitt står kvar Stockholms centralstation (invigd 1871) och bakom den Klara kyrka. I bakgrunden reser sig de fem Hötorgsskraporna från 1960-talet. Längst till höger syns hotell Sheraton (invigd 1971) och längst till vänster pågår byggarbeten med stadens senaste landmärke; Stockholm Waterfront.

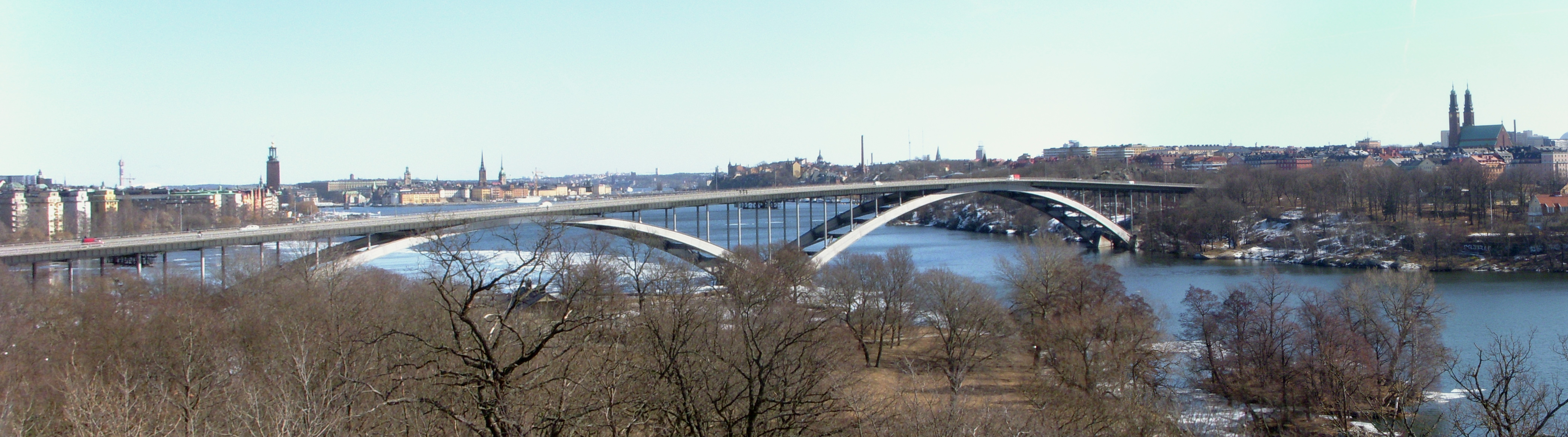
Från Marieberg och intilliggande Silvieberg togs flera historiska panoramabilder, några med Smedsudden i förgrunden. En aktuell vy mot staden från samma plats visar panoramat taget den 31 mars 2011. Längst till vänster syns Kungsholms kyrka mellan hustaken, långt bort ligger Stockholms siluett som domineras av Stadshustornet. Strax öster om Smedsudden sträcker sig sedan 1935 Västerbron över till Långholmen. Längst till höger märks Högalidskyrkans karakteristiska dubbeltorn på Södermalm.

| För att kunna utföra sin vy "Stockholm från väster" samlade Erik Dahlbergh skissmaterial som han skapade på platsen, alltså på nuvarande Kungsklippan. Bilden anses vara en del av förarbeten till graveringen, vars resultat syns på bilden nedanför. För att spara på pappret tecknade han panoramats vänstra hälft (upp och ner, vänstra bild) på ena långsidan, medan den högra delen av panoramat återfinns på den andra långsidan (rättvänd, högra bild) med den karakteristiska väderkvarnen längst till höger i förgrunden, som kallades Lilla Munkan. |  | För att kunna utföra sin vy "Stockholm från väster" samlade Erik Dahlbergh skissmaterial som han skapade på platsen, alltså på nuvarande Kungsklippan. Bilden anses vara en del av förarbeten till graveringen, vars resultat syns på bilden nedanför. För att spara på pappret tecknade han panoramats vänstra hälft (upp och ner, vänstra bild) på ena långsidan, medan den högra delen av panoramat återfinns på den andra långsidan (rättvänd, högra bild) med den karakteristiska väderkvarnen längst till höger i förgrunden, som kallades Lilla Munkan. |
| För att kunna utföra sin vy "Stockholm från väster" samlade Erik Dahlbergh skissmaterial som han skapade på platsen, alltså på nuvarande Kungsklippan. Bilden anses vara en del av förarbeten till graveringen, vars resultat syns på bilden nedanför. För att spara på pappret tecknade han panoramats vänstra hälft (upp och ner, vänstra bild) på ena långsidan, medan den högra delen av panoramat återfinns på den andra långsidan (rättvänd, högra bild) med den karakteristiska väderkvarnen längst till höger i förgrunden, som kallades Lilla Munkan. |  | |